# Distretto di Adansi Nord
Il distretto di Adansi Nord (ufficialmente Adansi North District, in inglese) è un distretto della regione di Ashanti del Ghana.